# سرگیوس یوایشا
سرگیوس یوایشا (انگلیسی: Sergejus Jovaiša؛ زادهٔ ۱۷ دسامبر ۱۹۵۴) سیاست‌مدار اهل لیتوانی است.